# Edith Cash
Edith Cash (Binghamton, Nueva York, 4 de octubre de 1890 - 6 de abril de 1992) fue una micóloga y liquenóloga estadounidense.

## Primeros años
Edith Katherine Cash nació en Binghamton, Nueva York, Estados Unidos; hija de John Ferris Cash y Adella Knapp Cash. Se graduó de la Universidad George Washington en 1912 con una bachiller universitario en letras y recibió el premio Thomas F. Walsh a la «excelencia académica». Estudió como asistente solo una noche por semana durante seis meses, de octubre de 1921 a mayo de 1922, para obtener su entrenamiento formal de micología en la Escuela de Graduados del USDA. Pasó toda su carrera de investigación en esta institución. Cash comenzó como traductora botánica en 1913. Después de 11 años, pasó de esa posición a ser patóloga júnior en 1924. Obtuvo el puesto de asistente de patólogo en 1929, después como micóloga asociada en 1944 y finalmente como micóloga en 1956.

## Trayectoria
Cash es recordada por sus colegas micólogos y botánicos como erudita y mentora de los jóvenes en sus carreras. Como profesional, era conocida por su atención a los detalles y la precisión, lo que la impulsó a ocupar puestos como editora de revistas científicas. Fue editora de la sección de micología de Biological Abstracts durante muchos años y la única persona que completó tres períodos de cinco años como miembro del comité editorial de Mycologia.
Publicó 14 artículos durante su primera década como patóloga-micóloga, 11 de los cuales fueron sobre Discomycetes, donde describió 37 nuevas especies. Los Discomycetes son un antiguo grupo taxonómico dentro de los ascomicetos. Los hongos que poseen apotecios en forma de copa eran conocidos como discomicetos. También describió muchas especies de Sclerotinia, promoviendo el interés en el estudio de este género.
Durante su carrera de investigación, describió especies de Discomycetes de muchos países y otros tipos de hongos. Sus publicaciones incluyen la descripción de Discomycetes de California (Cash 1958), Hawái (Cash 1938), Discomycetes e Hysteriales de Florida (Cash 1943), América del Sur, India y hongos encontrados en orquídeas vivas. Los especímenes de hongos fueron recolectados en los puertos por inspectores de la Subdivisión de Cuarentena Vegetal de los Servicios de Investigación Agrícola de los Estados Unidos, se reportaron por primera vez ciertas especies de hongos en orquídeas (Cash y Watson 1955). También publicó A Mycological English-Latin Glossary en 1965. Además de sus publicaciones, Cash describió 134 nuevas especies de hongos, todos ellas reportadas en revistas científicas revisadas por pares, e identificó más de 11 000 especímenes de hongos, incluyendo la descripción de más de 600 especies de hongos y plantas en latín para sus colegas de todo el mundo.
Cash se retiró el 31 de mayo de 1958, pero continuó trabajando en su propia investigación y preparando descripciones en latín para sus colegas de todo el mundo. En 1975, Cash y su hermana se mudaron a Binghamton, Nueva York, donde comenzó a enseñar a los miembros de la comunidad a disfrutar y reconocer las plantas con flores locales. Nunca se casó. Tenía 101 años cuando murió el 6 de abril de 1992.  Sus restos se encuentran en el Cementerio de Rock Creek, Washington D. C., cerca de los de su hermana mayor Lillian Claire Cash, que fue microbióloga.

## Premios y honores
Cash obtuvo el premio al Servicio Superior del Gobierno de los Estados Unidos en 1956 por el índice mundial de hongos que se utilizó como la principal fuente de información de antecedentes sobre nomenclatura y taxonomía de hongos. Fue honrada en la Galería de Micólogos Notables Contemporáneos a los tres años de su retiro. Fue miembro de la American Phytopathological Society, la Asociación Estadounidense para el Avance de la Ciencia, fue incluida en la lista de la American Men of Science en 1960, y miembro fundadora de la Mycological Society of America. Entre los taxones fúngicos nombrados en su honor se incluyen el género Cashiella,
 el hongo Lamprospora cashiae, y el liquen Lethariella cashmeriana.

## Publicaciones destacadas
- New records of Hawaiian Discomycetes[12]
- ome new or rare Florida Discomycetes and Hysteriales[13]
- Some fungi on Orchidaceae[14]
- Some new Discomycetes from California[15]

## Abreviatura (zoología)
La abreviatura E. K. Cash  se emplea para indicar a Edith Cash como autoridad en la descripción y taxonomía en zoología.